# 雨斑櫛鱗鰨
雨斑櫛鱗鰨為輻鰭魚綱鰈形目鰨亞目鰨科的其中一種，為熱帶海水魚，分布於印度西太平洋留尼旺、馬爾地夫至南中國海海域，棲息深度可達6公尺，體長可達7.9公分，棲息在底層水域，生活習性不明。